# 吲达品
吲达品是选择性血清素再摄取抑制剂（SSRI）及抗组胺药。他曾是在法国及其它欧洲国家短暂上市的抗抑郁药。
吲达品于1977年发现，1983年在法国用作药物。不过，它在两年后就因其毒性从市场撤回。虽然有来源称吲达品是首个被发现的SSRI，但在吲达品之前就已发现另一种SSRI——齐美定。它在1969年发现，于1981年进入市场，后来于1983年因毒性撤回。

## 合成
吲哚（1）首先与甲基碘化镁反应，产生有机镁化合物（2）。它之后与（3）反应生成（4）。用酸去除（4）的苄氧羰基保护基（Cbz）可得到（5），最后用氢化铝锂还原，产生吲达品（6）。